# Saison 8 de New York, police judiciaire
Chronologie
Saison 7 Saison 9
La huitième saison de New York, police judiciaire, série télévisée américaine, est constituée de vingt-quatre épisodes, diffusée du 24 septembre 1997 au 20 mai 1998 sur NBC.

## Distribution

### Acteurs principaux
- Jerry Orbach : détective Lennie Briscoe
- Benjamin Bratt : détective Reynaldo Curtis
- S. Epatha Merkerson : lieutenant Anita Van Buren
- Sam Waterston : premier substitut du procureur Jack McCoy
- Carey Lowell : substitut du procureur Jamie Ross
- Steven Hill : procureur Adam Schiff

## Épisodes

### Épisode 1:Le Grand frisson
- États-Unis : 24 septembre 1997 sur NBC

### Épisode 2:Un bébé encombrant
- États-Unis : 8 octobre 1997 sur NBC

### Épisode 3:Déclaration de guerre
- États-Unis : 15 octobre 1997 sur NBC

### Épisode 4:Don d'organes
- États-Unis : 29 octobre 1997 sur NBC

### Épisode 5:Les Nouveaux Fils de la Liberté
- États-Unis : 5 novembre 1997 sur NBC

### Épisode 6:Mon enfant!
- États-Unis : 12 novembre 1997 sur NBC

### Épisode 7:Les Liens du sang
- États-Unis : 19 novembre 1997 sur NBC

### Épisode 8:Caution suspecte
- États-Unis : 26 novembre 1997 sur NBC

### Épisode 9:Brûlures du passé
- États-Unis : 10 décembre 1997 sur NBC

### Épisode 10:Le Choc des cultures
- États-Unis : 17 décembre 1997 sur NBC

### Épisode 11:Conduite en état d'ivresse
- États-Unis : 7 janvier 1998 sur NBC

### Épisode 12:L'Expert
- États-Unis : 21 janvier 1998 sur NBC

### Épisode 13:Violence télévisuelle
- États-Unis : 28 janvier 1998 sur NBC

### Épisode 14:Un bébé à tout prix
- États-Unis : 4 février 1998 sur NBC

### Épisode 15:Œil pour œil
- États-Unis : 25 février 1998 sur NBC

### Épisode 16:Les Affres du divorce
- États-Unis : 4 mars 1998 sur NBC

### Épisode 17:Virus mortel
- États-Unis : 1er avril 1997 sur NBC

### Épisode 18:Traque sur Internet
- États-Unis : 15 avril 1998 sur NBC

### Épisode 19:Disparitions
- États-Unis : 22 avril 1998 sur NBC

### Épisode 20:Le Pouvoir de vie ou de mort
- États-Unis : 24 avril 1998 sur NBC

### Épisode 21:Jeune fille à la dérive
- États-Unis : 28 avril 1998 sur NBC

### Épisode 22:Victime consentante
- États-Unis : 6 mai 1998 sur NBC

### Épisode 23:Journal à scandale
- États-Unis : 13 mai 1998 sur NBC

### Épisode 24:Querelle de pouvoir
- États-Unis : 20 mai 1998 sur NBC